# Al-thughur
La région dénommée al-tughur (traduisible par brèche, passe) ou bien al-awasim (qui peut se traduire par « forteresses » ou « défenses ») est ainsi appelée par les Arabes pour qualifier la zone frontalière avec l'Empire byzantin, en Cilicie, au nord de la Syrie et en haute Mésopotamie. Etablie au début du VIIIe siècle avec l'expansion de l'islam, elle subsiste jusqu'au milieu du Xe siècle, quand elle est reconquise par les Byzantins. C'est une marche militaire comprenant de nombreuses forteresses avancées (qui prennent le nom de al-thughur). Il est alors possible de distinguer une première région, directement exposée (al thughur) et une deuxième ligne de cités fortifiées, plus en retrait (al-awasim). En face, les Byzantins créent eux aussi un dispositif frontalier spécifique, qui s'appuie notamment sur les kleisoura.

## Histoire

### Création

Carte de la frontière arabo-byzantine.

Dès la fin des années 630, les Musulmans commencent à s'emparer de la Syrie et une zone frontière apparaît, sous la forme d'un no man's land, entre l'Empire byzantin et le califat en formation. Les Byzantins l'appellent akra (les marges, les extrémités), les Arabes al-Dawahi (les terres extérieures). La Cilicie est particulièrement concernée, puisqu'elle est au débouché des massifs du Taurus et de l'Anti-Taurus. Tant Héraclius que le calife Omar mènent diverses expéditions dans cette région, pratiquant régulièrement la terre brûlée. Toutefois, les Arabes visent des conquêtes permanentes et c'est seulement après le siège de Constantinople (717-718) qu'ils renoncent à anéantir l'Empire byzantin. Ils mettent en place une guerre de coups de mains et de razzias, fondée sur des raids quasi-annuels au cœur de l'Anatolie byzantine. La frontière se stabilise donc autour des chaînes de montagne qui forment une barrière naturelle au sud-est de la Turquie actuelle. Des forteresses permettent de contrôler les principales passes montagneuses et si certaines changent de mains, la frontière n'évolue presque pas. 
Ainsi, la zone dépeuplée devient de plus en plus militarisée, en particulier la Cilicie, conquise par le calife Abd al-Malik (685-705), puis renforcée par les premiers califes abbassides. Une véritable colonisation se met en place, notamment par Haroun ar-Rachid. Les forts s'étendent de Tarse à Malatya et Kamacha sur l'Euphrate. Ils sont positionnés près des routes principales et des cols de montagne.

### Organisation et administration
La zone frontalière est une composante du jund, l'une des subdivisions administratives de la Syrie, de Homs. Après 680, elle devient une région du jund de Qinnasrin puis, Haroun ar-Rachid en fait un jund à part en 786 (dit d'al-Awasim), couvrant l'ensemble de la frontière avec Byzance jusqu'à l'Euphrate, comprenant les cités d'Antioche, Alep et Manbij. La région dite d'al-Awasin s'entend comme une deuxième ligne de défense après le al-thughur proprement dit, ce dernier comprenant les cités de Cyrrhus, Alexandrette, Dulük et Raban. La province frontalière est elle-même divisée en une partie cilicienne (al-Thughūr al-Sha'mīya, اَلـثُّـغُـوْر الـشَّـأْمِـيَّـة) et une partie mésopotamienne (al-Thughūr al-Jazīrīya, اَلـثُّـغُـوْر الْـجَـزِيْـرِيَّـة), plus ou moins séparées par les monts Nur. Il n'y a pas à proprement parler de capitale, même si les cités de Tarse et de Malatya occupent souvent les premiers rôles. Progressivement, les sources en viennent aussi à confondre les termes de al-thughur et de al-awasim. Enfin, avec les conquêtes byzantines du Xe siècle, une nouvelle région apparaît, nommée al-Thughūr al-Bakrīya, autour de Diyar Bakr.
En Cilicie, Mopsueste est la première cité à être réoccupée. Dès 703, une garnison de trois cents hommes s'y installe, qui monte jusqu'à 4 000 sous les Abbassides. Vers 760, c'est Adana qui est occupée puis Tarse quelques années plus tard, devenant la principale ville de la région et la principale base militaire pour les raids contre les Byzantins. Autour de 5 000 hommes y sont présents en permanence. D'autres cités, qui ne sont souvent guère plus que des avant-postes, sont aussi occupés, comme Anazarbe ou l'actuelle Düziçi, fondée par Haroun ar-Rachid. Toute la Cilicie est ainsi couverte de forts militaires plus ou moins importants. En Mésopotamie, ils se concentrent dans la plaine fertile ou dans les vallées, contrôlant les cols principaux : Marach, Adata et Malatya, colonisée par les Omeyyades, détruite par les Byzantins puis rebâtie vers 757-758 avec une garnison de 4 000 hommes. D'autres forteresses peuvent être citées comme Salagus, Kaisum, Sozopetra, Sumaisat (ou Samosate) et Hisn Ziyad. Les bastions les plus septentrionaux de la zone frontalière, relativement isolés, sont Qaliqala (Théodosiopolis, aujourd'hui Erzurum) et Kamacha.
La région est repeuplée à l'aide de colons, de soldats mais pas uniquement d'Arabes musulmans. Des Persans, des Slaves et des Arabes chrétiens s'y installent, jusqu'à des populations venant du Khorasan ou des Jats venant d'Inde. Pour les encourager, le pouvoir central établit une fiscalité moins lourde et leur confère parfois des terres. Dans les premières années du pouvoir abbasside, près de 25 000 soldats sont présents dans la région, la moitié venant du Khorasan et l'autre de la Syrie et de la Mésopotamie. Des volontaires s'y ajoutent, animés par leur foi religieuse et l'exercice du djihad contre les Byzantins, parfois payés par le califat pour participer aux raids. La province représente donc un poids financier important. Sous Haroun ar-Rachid, la totalité de l'impôt qui est prélevé en Cilicie, estimé à 100 000 dinars d'or annuels, est réinvesti localement pour payer l'armée et divers équipements publics. Si les raids peuvent être fructueux grâce au butin, la logistique nécessaire est parfois très coûteuse. Dans la Haute Mésopotamie, proche de la frontière, le califat doit souvent soutenir directement l'effort de guerre qui ne peut être financé par le seul impôt prélevé localement, estimé à 70 000 dinars.

### Opérations militaires
Au IXe siècle, les expéditions militaires arabes menées depuis la zone frontière prennent un caractère presque rituel. Selon Qudama ibn Ja'ar, une première expédition est lancée au printemps, entre le 10 mai et le 10 juin, quand les chevaux peuvent disposer de fourrages abondants. Après un mois de repos, un raid estival est conduit entre le 10 juillet et le 8 septembre. C'est généralement l'opération principale. Enfin, un raid hivernal peut intervenir en février-mars. Comme l'écrit l'historien Hugh Kennedy, « les raids estivaux s'intègrent dans les fonctions symboliques et rituelles du califat, à l'image du rôle qu'il joue dans l'organisation et la gestion du pèlerinage annuel à La Mecque ». 
La zone frontière est d'abord celle d'une intense conflictualité entre Byzantins et Musulmans. Les raids et les contre-raids se répètent d'année en année et des forts parsèment une frontière lourdement militarisée. Ils changent régulièrement de mains et sont parfois rasés. De ce fait, les habitants sont régulièrement contraints de fuir et des opérations de repeuplement sont menées en compensation. Néanmoins, une certaine prospérité s'y affirme, par le commerce notamment. Dans la deuxième moitié du IXe siècle, des routes commerciales relient Bassorah avec le nord de la Syrie et poursuivent parfois jusqu'à Constantinople. Après 842, le déclin des Abbassides entraîne aussi une affirmation d'émirats autonomes proches de la frontière byzantine. Ces petites seigneuries s'articulent autour des cités principales que sont Tarse, Malatya et Qaliqala. Elles deviennent le fer de lance de la guerre contre les Byzantins mais sont aussi de plus en plus laissées seules dans ce combat par le pouvoir central de Bagdad. De ce fait, elles peinent à soutenir le choc d'un Empire byzantin renaissant, à l'image de la bataille de Poson en 863 qui brise l'émirat de Malatya et lance une reconquête progressive des marges musulmanes par les Byzantins.